# Георги Кюмюрев
Георги Иванов Кюмюрев е български националреволюционер, близък съратник на Васил Левски и кмет на Стара Загора (1893).

## Биография
Роден е през 1855 г. в град Ески Заара (дн. Стара Загора). Включва се в Старозагорския частен революционен комитет на ВРО. Взема участие в Старозагорското въстание (1875) и в Руско-турската война (1877 – 1878).
След Освобождението от османско владичество е околийски началник и няколко мандата помощник-кмет в Стара Загора. Кмет на Стара Загора (1893). Изразява силно изявена русофилска позиция.
Член на Народната партия. Народен представител в Първо велико народно събрание (1879).
Умира през 1921 г. в Стара Загора.